# Ice Star
La Minsk-Arena Ice Star, più comunemente conosciuta come Ice Star, è una gara di pattinaggio di figura organizzata ogni anno a Minsk, in Bielorussia dalla Skating Union Bielorussa. In alcuni anni ha fatto parte del circuito ISU Challenger Series. Comprende gare a livello senior, junior e novice nei singoli, sia maschili che femminili, nella coppia e nella danza su ghiaccio.

## Albo d'oro senior
CS: ISU Challenger Series

### Singolo maschile
| Anno    | Oro              | Argento             | Bronzo             |
| 2012    | Yakov Godorozha  | Mark Shakhmatov     | Vitali Luchanok    |
| 2013    | Sergei Voronov   | Zhan Bush           | Pavel Ignatenko    |
| 2015    | Kim Jin-seo      | Evgeni Vlasov       | Larry Loupolover   |
| 2016    | Ivan Pavlov      | Irakli Maysuradze   | Larry Loupolover   |
| 2017 CS | Sergei Voronov   | Moris Qvitelashvili | Daniel Samohin     |
| 2018    | Deniss Vasiljevs | Vladimir Litvintsev | Slavik Hayrapetyan |
| 2019 CS | Daniel Grassl    | Artem Kovalev       | Adam Siao Him Fa   |
| 2020    | Mikhail Kolyada  | Konstantin Milyukov | Evgeni Semenenko   |
| 2021    | Andrei Mozalev   | Konstantin Milyukov | Alexander Lebedev  |

### Singolo femminile
| Anno    | Oro                  | Argento              | Bronzo               |
| 2012    | Polina Shelepen      | Kerstin Frank        | Kristina Zakharanka  |
| 2013    | Helery Hälvin        | Janina Makeenka      | Svetlana Issakova    |
| 2014    | Janina Makeenka      | Aleksandra Golovkina | Helery Hälvin        |
| 2015    | Kim Sena             | Aleksandra Golovkina | Johanna Allik        |
| 2016    | Anna Khnychenkova    | Evgeniia Ivankova    | Kim Sena             |
| 2017 CS | Elizabet Tursynbaeva | Serafima Sakhanovich | An So-hyun           |
| 2018    | Ekaterina Ryabova    | Léa Serna            | Camilla Gjersem      |
| 2019 CS | Sofia Samodurova     | Kim Ha-nul           | Ekaterina Ryabova    |
| 2020    | Viktoriia Safonova   | Anastasiia Guliakova | Sofia Samodurova     |
| 2021    | Viktoriia Safonova   | Anastasiia Guliakova | Anastasiia Shabotova |

### Coppie
| Anno    | Oro                                      | Argento                                  | Bronzo                              |
| 2013    | Kristina Astakhova / Maxim Kurdyukov     | Maria Paliakova / Nikita Bochkov         | Arina Voevodina / Mikhail Akulov    |
| 2017 CS | Aleksandra Bojkova / Dmitrij Kozlovskij  | Annika Hocke / Ruben Blommaert           | Paige Conners / Evgeni Krasnopolski |
| 2018    | Miriam Ziegler / Severin Kiefer          | Laura Barquero / Aritz Maestu            | Daria Pavliuchenko / Denis Khodykin |
| 2020    | Bogdana Lukashevich / Alexander Stepanov | nessun altro partecipante                | nessun altro partecipante           |
| 2021    | Ekaterina Yurova / Dmitry Bushlanov      | Bogdana Lukashevich / Alexander Stepanov | nessun altro partecipante           |

### Danza su ghiaccio
| Anno    | Oro                                 | Argento                                | Bronzo                                  |
| 2012    | Julia Zlobina / Alexei Sitnikov     | Nadezhda Frolenkova / Vitali Nikiforov | Lesia Valadzenkava / Vitali Vakunov     |
| 2013    | Ekaterina Bobrova / Dmitri Soloviev | Victoria Sinitsina / Ruslan Zhiganshin | Ekaterina Pushkash / Jonathan Guerreiro |
| 2014    | Ksenia Monko / Kirill Khaliavin     | Evgenia Kosigina / Nikolai Moroshkin   | Viktoria Kavaliova / Yurii Bieliaiev    |
| 2015    | Ksenia Monko / Kirill Khaliavin     | Viktoria Kavaliova / Yurii Bieliaiev   | Rebeka Kim / Kirill Minov               |
| 2016    | Oleksandra Nazarova / Maxim Nikitin | Alisa Agafonova / Alper Uçar           | Sofia Evdokimova / Egor Bazin           |
| 2017 CS | Anna Cappellini / Luca Lanotte      | Tiffany Zahorski / Jonathan Guerreiro  | Victoria Sinitsina / Nikita Katsalapov  |
| 2018    | Sofia Evdokimova / Egor Bazin       | Juulia Turkkila / Matthias Versluis    | Jasmine Tessari / Francesco Fioretti    |
| 2019 CS | Sara Hurtado / Kirill Khaliavin     | Natalia Kaliszek / Maksym Spodyriev    | Oleksandra Nazarova / Maxim Nikitin     |
| 2020    | Viktoria Semenjuk / Ilya Yukhimuk   | Karina Sidarenka / Maksim Yalenich     | nessun altro partecipante               |
| 2021    | Viktoria Semenjuk / Ilya Yukhimuk   | Ekaterina Mironova / Evgenii Ustenko   | Aleksandra Samersova / Kevin Ojala      |

## Albo d'oro junior

### Singolo maschile
| Anno | Oro               | Argento                | Bronzo            |
| 2012 | Ivan Pavlov       | Pavel Ignatenko        | Markus Ramisch    |
| 2013 | Adian Pitkeev     | Stanislav Andryunin    | Anton Karpuk      |
| 2014 | Andrei Vorotnikov | Anton Karpuk           | Irakli Maysuradze |
| 2015 | Ivan Shmuratko    | Yakau Zenko            | Aleksandr Selevko |
| 2016 | Artem Kovalev     | Gabriel Folkesson      | Nika Egadze       |
| 2017 | Vladimir Samoilov | Irakli Maysuradze      | Artem Zotov       |
| 2018 | Irakli Maysuradze | Matyas Belohradsky     | Mark Kondratjuk   |
| 2019 | Mark Kondratjuk   | Rakhat Bralin          | Yauhenii Puzanau  |
| 2020 | Mikalai Kazlou    | Aliaksandr Bahdanovich | Alexander Egorov  |
| 2021 | Vasil Barakhouski | Daniil Shevtcov        | Ilya Stsiapankou  |

### Singolo femminile
| Anno | Oro                  | Argento                  | Bronzo                  |
| 2012 | Jenni Saarinen       | Aleksandra Golovkina     | Minami Hanashiro        |
| 2013 | Evgenia Medvedeva    | Arina Petrova            | Alina Biletska          |
| 2014 | Anastasiya Zaitsava  | Maria Gavrilova          | Lizaveta Avsiukevich    |
| 2015 | Anita Östlund        | Kristina Škuleta-Gromova | Anželika Kļujeva        |
| 2016 | Lee Hyun-soo         | Ko Eun-bi                | Jeon Su-been            |
| 2017 | Anna Tarusina        | Ksenia Pankova           | Viktoria Vasilieva      |
| 2018 | Viktoriia Safonova   | Alizée Crozet            | Kamila Sultanmagomedova |
| 2019 | Anastasiia Shabotova | Nina Petrokina           | Kamila Sultanmagomedova |
| 2020 | Varvara Kisel        | Milana Ramashova         | Lizaveta Balonikava     |
| 2021 | Varvara Kisel        | Sofiia Zakharova         | Agata Starykava         |

### Coppie
| Anno | Oro                             | Argento                               | Bronzo                               |
| 2018 | Alina Pepeleva / Roman Pleshkov | Natalya Khabibullina / Ivan Balchenko | Milana Matakaeva / Sergey Bezborodko |

### Danza su ghiaccio
| Anno | Oro                                      | Argento                                 | Bronzo                                     |
| 2012 | Viktoria Kavaliova / Yurii Bieliaiev     | Daria Korotitskaya / Maksym Spodyriev   | Sara Ghislandi / Giona Terzo Ortenzi       |
| 2013 | Anna Yanovskaya / Sergey Mozgov          | Viktoria Kavaliova / Yurii Bieliaiev    | Natalia Kaliszek / Yaroslav Kurbakov       |
| 2014 | Eva Khachaturian / Andrei Bagin          | Eugenia Tkachenka / Yuri Hulitski       | Sofia Polishchuk / Alexander Vakhnov       |
| 2015 | Sofia Evdokimova / Egor Bazin            | Maria Oleynik / Yuri Hulitski           | Anzhelika Yurchenko / Volodymyr Byelikov   |
| 2016 | Anastasia Shpilevaya / Grigory Smirnov   | Arina Ushakova / Maxim Nekrasov         | Polina Velikanova / Dmitriy Kotlov         |
| 2017 | Sofia Shevchenko / Igor Eremenko         | Shira Ichilov / Vadim Davidovich        | Angelina Lazareva / Maksim Prokofiev       |
| 2018 | Angelina Lazareva / Maksim Prokofiev     | Ekaterina Andreeva / Ivan Destayov      | Emiliya Kalehanova / Uladzislau Palkhouski |
| 2019 | Loïcia Demougeot / Théo Le Mercier       | Sasha Fear / George Waddell             | Elizaveta Shichina / Gordey Khubulov       |
| 2020 | Angelina Kudryavtseva / Ilia Karankevich | Elizaveta Shichina / Gordey Khubulov    | Vasilisa Grigoreva / Artem Frolov          |
| 2021 | Alena Kanysheva / Andrei Pylin           | Elizaveta Novik / Olexander Kuharevskij | nessun altro partecipante                  |

## Albo d'oro novice

### Singolo maschile
| Anno | Oro               | Argento           | Bronzo                    |
| 2012 | Artsiom Tseluiko  | Aleksandr Selevko | nessun altro partecipante |
| 2013 | Aleksandr Selevko | Yauheny Puzanau   | Kasparas Garšvas          |
| 2014 | Yauheni Puzanau   | Rakhat Bralin     | Mihhail Selevko           |
| 2015 | Andriy Kokura     | Yauheni Puzanau   | Mihhail Selevko           |
| 2016 | Jonathan Egyptson | Mikalay Kazlou    | Nikita Kaledin            |
| 2017 | Yelissey Volkov   | Andrey Mikhalchuk | Daniels Kochkers          |
| 2020 | Vasil Barakhouski | Ilya Stsiapankou  | Pavel Haudzis             |

### Singolo femminile
| Anno | Oro                 | Argento                  | Bronzo                   |
| 2012 | Deimantė Kizalaitė  | Kristina Škuleta-Gromova | Anastasia Hozhva         |
| 2013 | Anastasiya Zaitsava | Lukrecija Paulikaitė     | Kristina Škuleta-Gromova |
| 2014 | Ekaterina Kurakova  | Alina Bibelnik           | Mariya Saldakayeva       |
| 2015 | Anastasia Arkhipova | Gaia Maiorano            | Diana Guseva             |
| 2016 | Anastasia Arkhipova | Mariya Smirnova          | Elizaveta Malinouskaya   |
| 2017 | Varvara Kisel       | Yu Seung-Been            | Sofia Chaplygina         |
| 2020 | Anastasiya Balykina | Agata Starikova          | Aliaksandra Malashka     |
| 2020 | Sofiya Rakhuba      | Lizaveta Pikulik         | Karyna Samets            |

### Danza su ghiaccio
| Anno | Oro                                     | Argento                                 | Bronzo                                    |
| 2012 | Ksenia Konkina / Georgy Reviya          | Lilia Yutanina / Andrei Filatov         | Maria Oleynik / Maxim Nekrasov            |
| 2013 | Palina Mishchanchuk / Uladzimir Zaitsau | Irina Jasakova / Dmitry Neretin         | Ekaterina Sapozhenkova / Roman Balanovich |
| 2014 | Darya Popova / Volodymyr Nakisko        | Palina Mishchanchuk / Uladzimir Zaitsau | Daria Drozd / Bogdan Borovlev             |
| 2015 | Ekaterina Andreeva / Ivan Desyatov      | Irina Khavronina / Nikita Tashirev      | Eva Zaporozhskaya / Aleksander Balykov    |
| 2016 | Elena Mamchenkova / Stepan Rublev       | Ekaterina Andreeva / Ivan Desyatov      | Alexandra Lyubimova / Fedor Varlamov      |
| 2017 | Yulia Alieva / Mikhail Kaigorodtsev     | Tamara Zhukova / Artur Biktimirov       | Anastasia Burkina / Nikita Vitryanuk      |
| 2020 | Zlata Martishchenko / Vladislav Sytik   | Polina Pilipenko / Ivan Telnov          | Daria Fefelova / Daniil Vaselukhin        |